# Ельда
Ельда (ісп. Elda) — муніципалітет в Іспанії, у складі автономної спільноти Валенсія, у провінції Аліканте. Населення — 54 815 осіб (2010).

## Географія
Муніципалітет розташований на відстані близько 330 км на південний схід від Мадрида, 30 км на північний захід від Аліканте.
На території муніципалітету розташовані такі населені пункти: (дані про населення за 2010 рік)
- Ельда: 54799 осіб
- Естасьйон-де-Моновар: 16 осіб

## Демографія
Динаміка населення (INE ):

## Галерея зображень

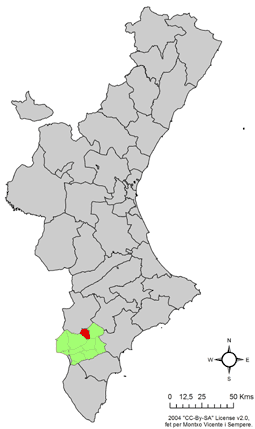
Розташування муніципалітету Ельда у автономній спільноті Валенсія
Розташування муніципалітету Ельда у комарці Медіо-Віналопо
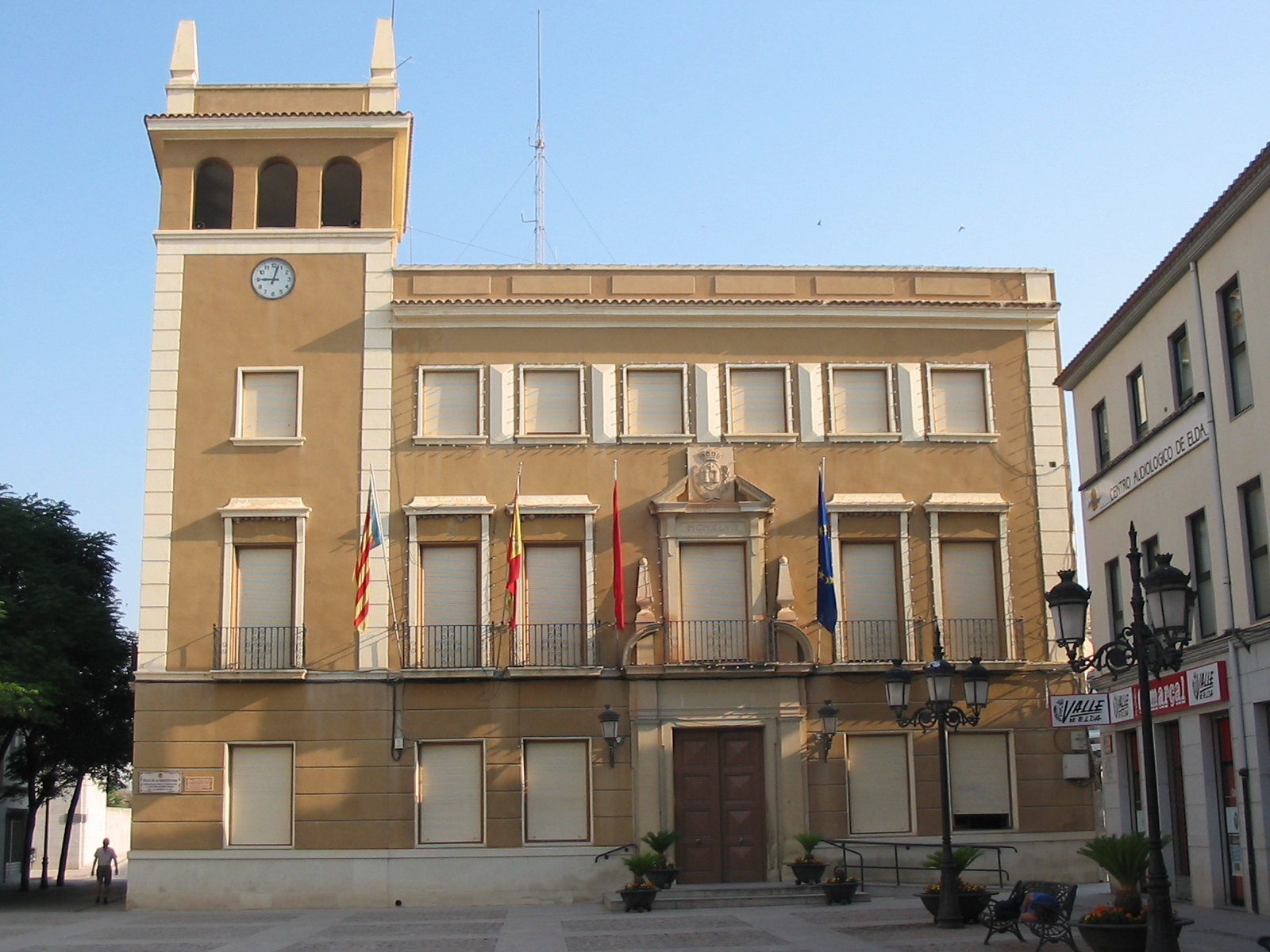
Муніципальна рада
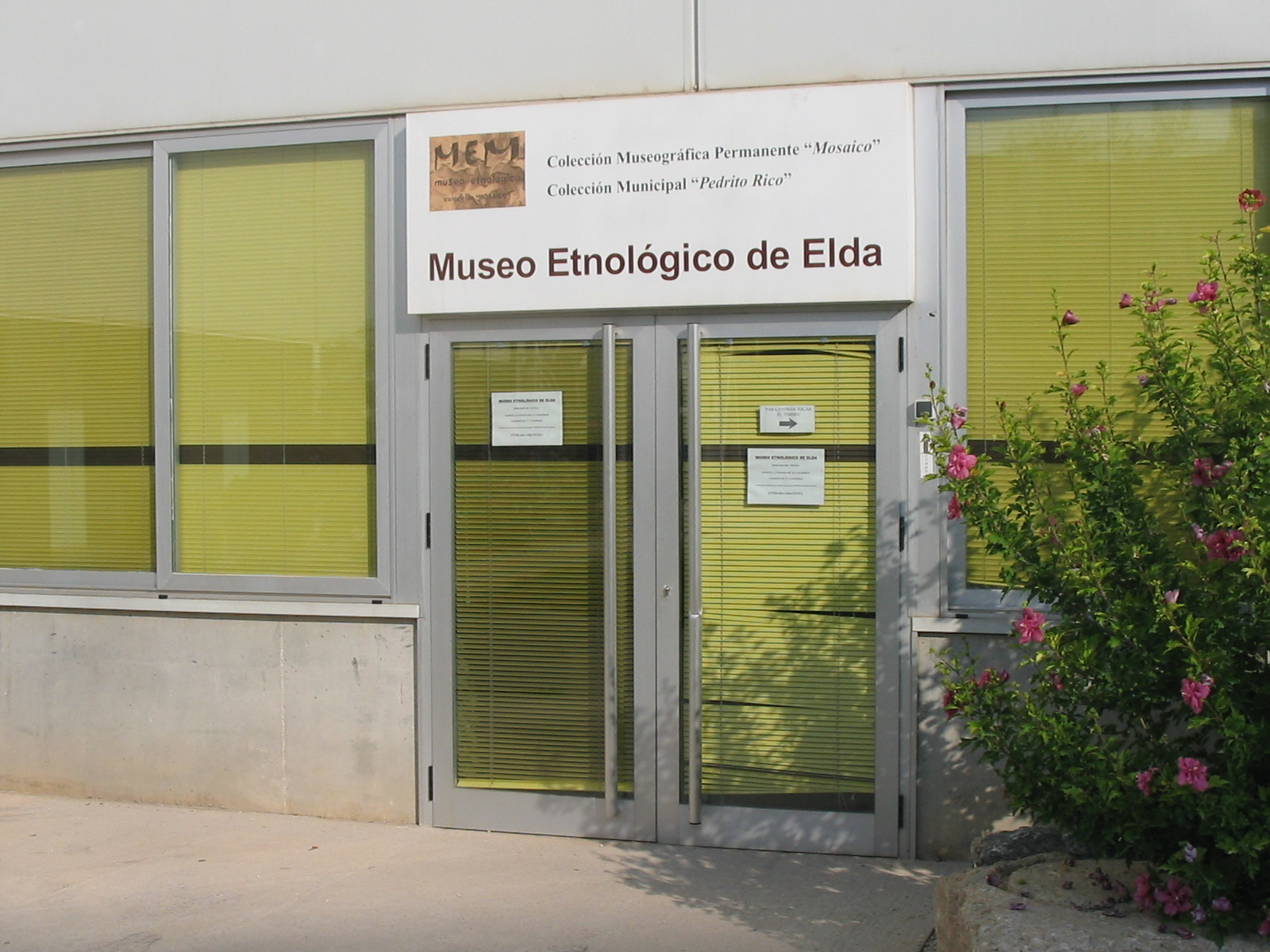
Ельда, етнологічний музей
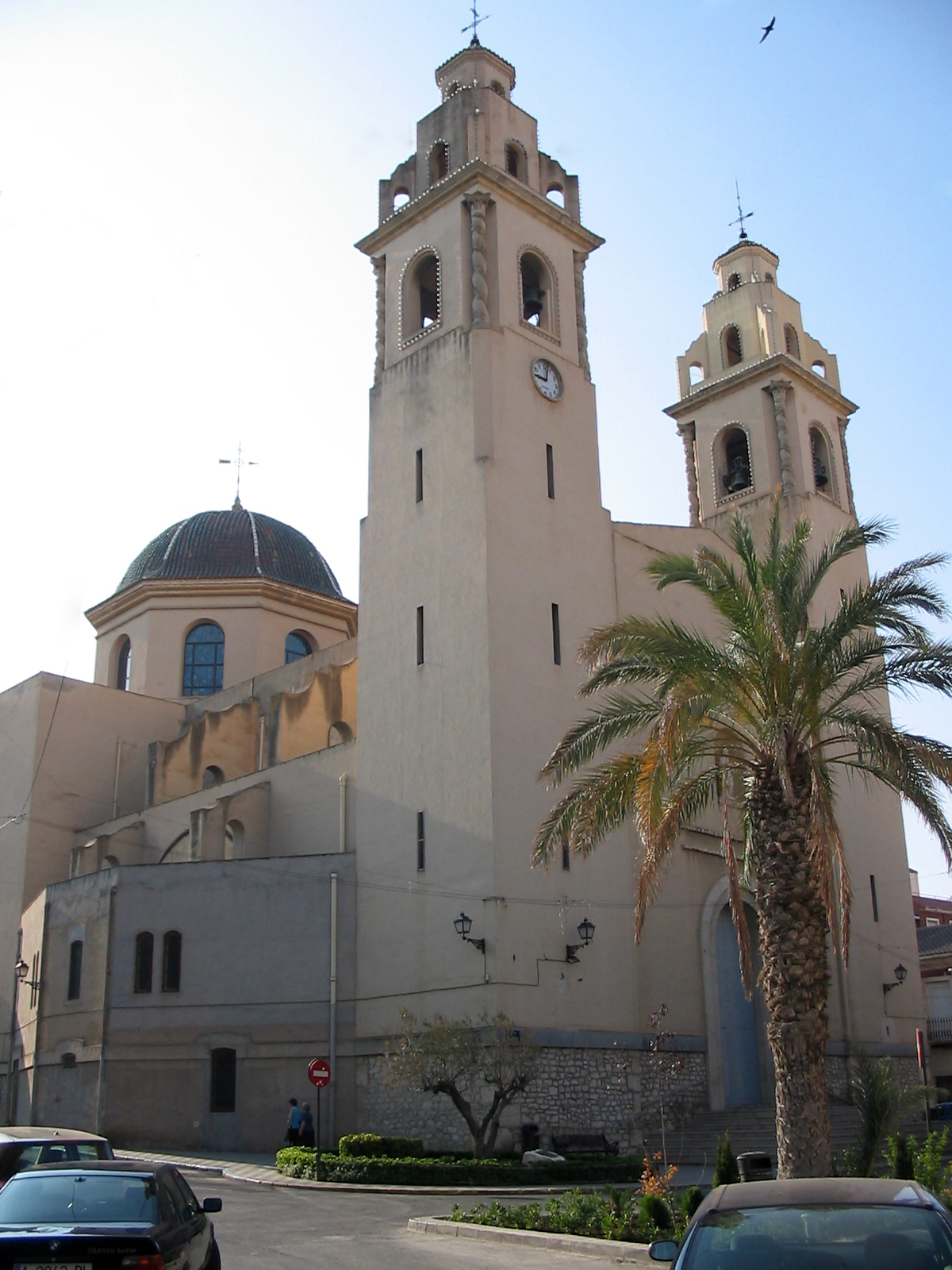
Церква Санта-Ана
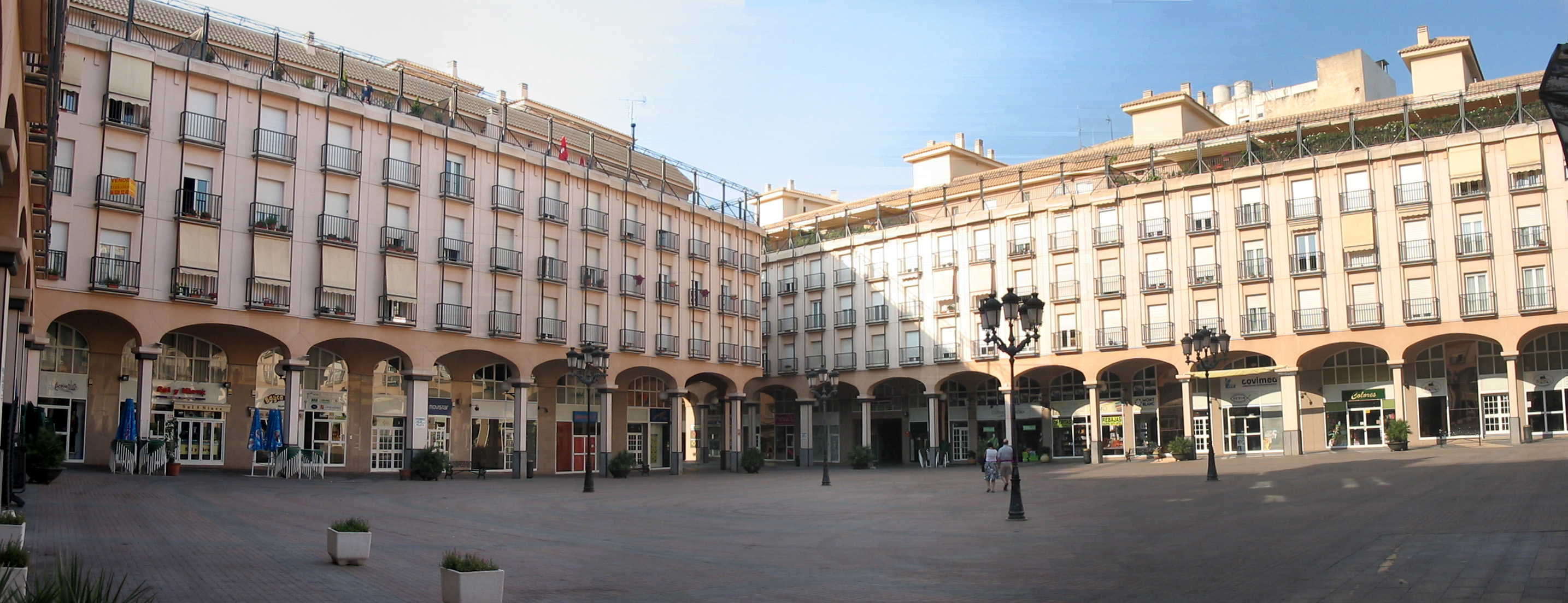
Центральна площа